# Franz Kess
Franz Kess (* 3. Mai 1584 in Zwickau; † vor 1650 in Halberstadt) war ein deutscher Pädagoge.

## Leben
Franz Kess wurde in der Zwickauer Katharinenkirche getauft. Sein Vater, Michael Kess, war Bürger in Zwickau. Nach einer Schulbildung in seiner Heimatstadt ging er 1599 an die kurfürstliche Landesschule Grimma. Nach sechs Jahren immatrikulierte er sich an der Universität Wittenberg, wo er sein Studium mit dem Erwerb des akademischen Magistergrades am 26. September 1609 abschloss. Daraufhin begab er sich wieder an die Landesschule Grimma, wo er auf Weisung des Kurfürsten Christian II. von Sachsen 1610 als dritter Lehrer eingestellt wurde.
Nach seiner Heirat am 15. Oktober 1610 mit Sybilla Justina, der Tochter des damaligen Rektors der Landesschule Grimma Martin Hayneccius, rückte er am 26. Mai 1620 auf den Posten eines Konrektors der Schule. Auf Beschluss des Kurfürsten Johann Georg I. von Sachsen vom 3. Februar 1623 wurde er Rektor der Einrichtung. Nachdem er am 13. März 1623 feierlich in sein Amt eingeführt wurde, blieb er in dieser Funktion noch drei Jahre. Nach dem Tod des Rektors der Landesschule Pforta, Justin Bertuch, wechselte er dorthin.
Über sein Rektorat in Schulpforte ist allerdings nichts Positives überliefert. Nach einem Bericht des damaligen Kantors an das Oberkonsistorium in Dresden kam Rektor Kess seinen Amtspflichten nicht nach. „Er verschliefe entweder seine Lektionen oder käme eine halbe Stunde zu spät. Mittags ginge er regelmäßig in die Schenke vor dem Tor der Schule und käme dann abends, auch wenn er für die Inspektion zuständig war, betrunken zum Abendessen. Des Rektors Famulus, Gottfried Lobeck, ein Primaner, konnte tun und lassen was er wollte, weil er als Freund der ältesten Tochter des Rektors über diese und ihre Mutter Einfluss auf den Rektor hatte“. Bei solchen Zuständen an der Spitze der Schule sah die gesamte Disziplin in der Schule nicht besser aus.
Die Regierung in Dresden ordnete daraufhin eine gründliche Untersuchung an, in deren Ergebnis ein großes Strafgericht gehalten wurde. Am 10. Mai 1630 wurden 34 Alumnen aus der Schule verwiesen, daneben aber auch der Rektor Kess, der Tertius, der Tonhärter und der Siechmeister fristlos entlassen. Durch diese Vorfälle hatte der Ruf der Landesschule Pforta schweren Schaden genommen, und es war nicht leicht, die Lücken in der Lehrerschaft wieder zu schließen. Franz Kess kehrte nach Grimma zurück, wo ihm 1632/33 seine Frau, seine Schwester und eine Tochter an der Pest starben. Später wurde er in Halberstadt Rektor und soll dort vor 1650 gestorben sein.